# Chae Ji-hoon
Chae Ji-hoon (Koreaans: 채지훈) (Seoel, 5 maart 1974) is een Zuid-Koreaans voormalig shorttracker.

## Carrière
Bij het shorttrack op de Olympische Winterspelen 1994 werd Chae olympisch kampioen op de 500 meter. Ook won hij zilver op de 1000 meter. Vier jaar later bij het shorttrack op de Olympische Winterspelen 1998 won hij zilver met de Zuid-Koreaanse aflossingsploeg.
Op de individuele wereldkampioenschappen eindigde Chae vier keer op het podium, achtereenvolgens won hij brons in 1993, brons in 1994, goud in 1995 en zilver in 1996.
Na zijn loopbaan als sporter werd hij sportpsycholoog, coach, en bestuurder.
1994: Chae Ji-hoon ·
1998: Takafumi Nishitani ·
2002: Marc Gagnon ·
2006: Apolo Anton Ohno ·
2010: Charles Hamelin ·
2014: Viktor An ·
2018: Wu Dajing ·
2022: Shaoang Liu
1976: Alan Rattray · 
1977: Gaétan Boucher · 
1978: James Lynch · 
1979: Hiroshi Toda · 
1980: Gaétan Boucher · 
1981: Benoît Baril · 
1982: Guy Daignault · 
1983: Louis Grenier · 
1984: Guy Daignault · 
1985: Toshinobu Kawai · 
1986: Tatsuyoshi Ishihara · 
1987: Toshinobu Kawai/Michel Daignault · 
1988: Peter van der Velde · 
1989: Michel Daignault · 
1990: Lee Joon-ho · 
1991: Wilf O'Reilly · 
1992: Kim Ki-hoon · 
1993: Marc Gagnon · 
1994: Marc Gagnon · 
1995: Chae Ji-hoon · 
1996: Marc Gagnon · 
1997: Kim Dong-sung · 
1998: Marc Gagnon · 
1999: Li JiaJun · 
2000: Min Ryoung · 
2001: Li JiaJun · 
2002: Kim Dong-sung · 
2003: Ahn Hyun-soo · 
2004: Ahn Hyun-soo · 
2005: Ahn Hyun-soo · 
2006: Ahn Hyun-soo · 
2007: Ahn Hyun-soo · 
2008: Apolo Anton Ohno · 
2009: Lee Ho-suk · 
2010: Lee Ho-suk · 
2011: Noh Jin-kyu · 
2012: Kwak Yoon-gy · 
2013: Sin Da-woon · 
2014: Viktor An · 
2015: Sjinkie Knegt · 
2016: Han Tianyu · 
2017: Seo Yi-ra · 
2018: Charles Hamelin · 
2019: Lim Hyo-jun · 
2021: Shaoang Liu ·
2022: Shaoang Liu
- International Standard Name Identifier: 0000 0004 7355 1663
- Virtual International Authority File: 139154590209543082103